# Rožina
Rožina (cyr. Рожина) – wieś w Serbii, w okręgu niszawskim, w gminie Merošina. W 2011 roku liczyła 692 mieszkańców.